# HNoMS Andenes (K01)
«Енденес» (англ. HNoMS Andenes (K01) — військовий корабель, корвет типу «Флавер» Королівського військово-морського флоту Норвегії за часів Другої світової війни.
Корвет «Енденес» був закладений 21 грудня 1939 року на верфі компанії Ailsa Shipbuilding Company у Труні для британського флоту, як HMS Acanthus (K01). 26 травня 1941 року він був спущений на воду, а 1 жовтня 1941 року увійшов до складу Королівських ВМС Норвегії.
Корабель брав участь у бойових діях на морі в Другій світовій війні, переважно бився у Північній Атлантиці, супроводжував арктичні конвої. 1946 році викуплений норвезьким урядом у Великій Британії. 10 серпня 1946 року перейменований на KNM Andenes (K01), виконував завдання у риболовецькому флоті Норвегії. З 1956 року виведений з лав норвезьких ВМС, проданий приватній компанії та перероблений на китобійне судно Colyn Frye. Працював у північних та південних широтах. У 1970 році розібраний на брухт.

## Історія
У грудні 1941 року британські командос провели два рейди на узбережжя Норвегії; 26 грудня No. 12 Commando атакувала Лофотенські острови за планом операції «Анкліт» за підтримки 22 кораблів та суден трьох флотів. У той час німецькі військовики переважно святкували наступне свято після Різдва — День подарунків. Протягом двох діб оперативна група флоту та командос утримували низку важливих об'єктів на островах, зокрема вивели з ладу 2 ворожі радіостанції та потопили декілька суден.